# Triodontella cribellata
Triodontella cribellata är en skalbaggsart som beskrevs av Leon Fairmaire 1859. Triodontella cribellata ingår i släktet Triodontella och familjen Melolonthidae. Inga underarter finns listade i Catalogue of Life.